# Luc Sels

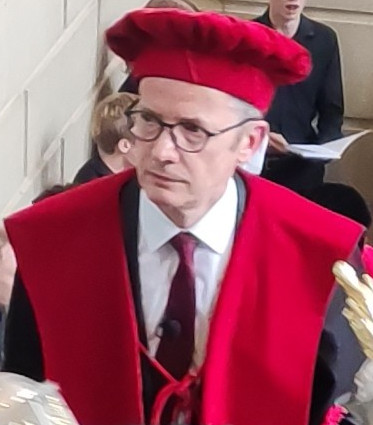
Luc Sels

Luc Sels (* 1967 in Merksem) ist ein belgischer Soziologe und Professor für Personalwirtschaft und Hochschullehrer an der KU Leuven. Seit 2017 ist er zudem deren Rektor.

## Leben
Luc Sels schloss 1989 sein Arbeitssoziologiestudium an der KU Leuven ab. Er wurde Forschungsassistent der Abteilung „Soziologie“ und wurde 1995 zum Dr. sc. pol. promoviert.
Von 1996 bis 2004 wirkte Sels an der KU Leuven in der Fakultät Wirtschaftswissenschaft als Assistenzprofessor, bevor er 2004 zum Professor für Personalwirtschaft ernannt wurde. Von 2009 bis 2017 war er Dekan dieser Fakultät. Er leitet die Arbeits-Anlaufstelle Steunpunt Werk en Sociale Economie.
Ab dem 1. August 2017 ist Sels Rektor der KU Leuven. Er war am 9. Mai 2017 als Nachfolger von Rik Torfs gewählt worden, als er sich mit 1088 Stimmen gegen den Kirchenrechtler Torfs durchsetzte, der 1040 Stimmen auf sich vereinigen konnte.
Seit 2019 ist Professor Sels zudem Mitglied im Universitätsrat der Friedrich-Alexander-Universität Erlangen-Nürnberg.
Er ist verheiratet und Vater von fünf Kindern.

## Weblink
- Offizielle Website von Luc Sels